# Il martirio di santa Cecilia

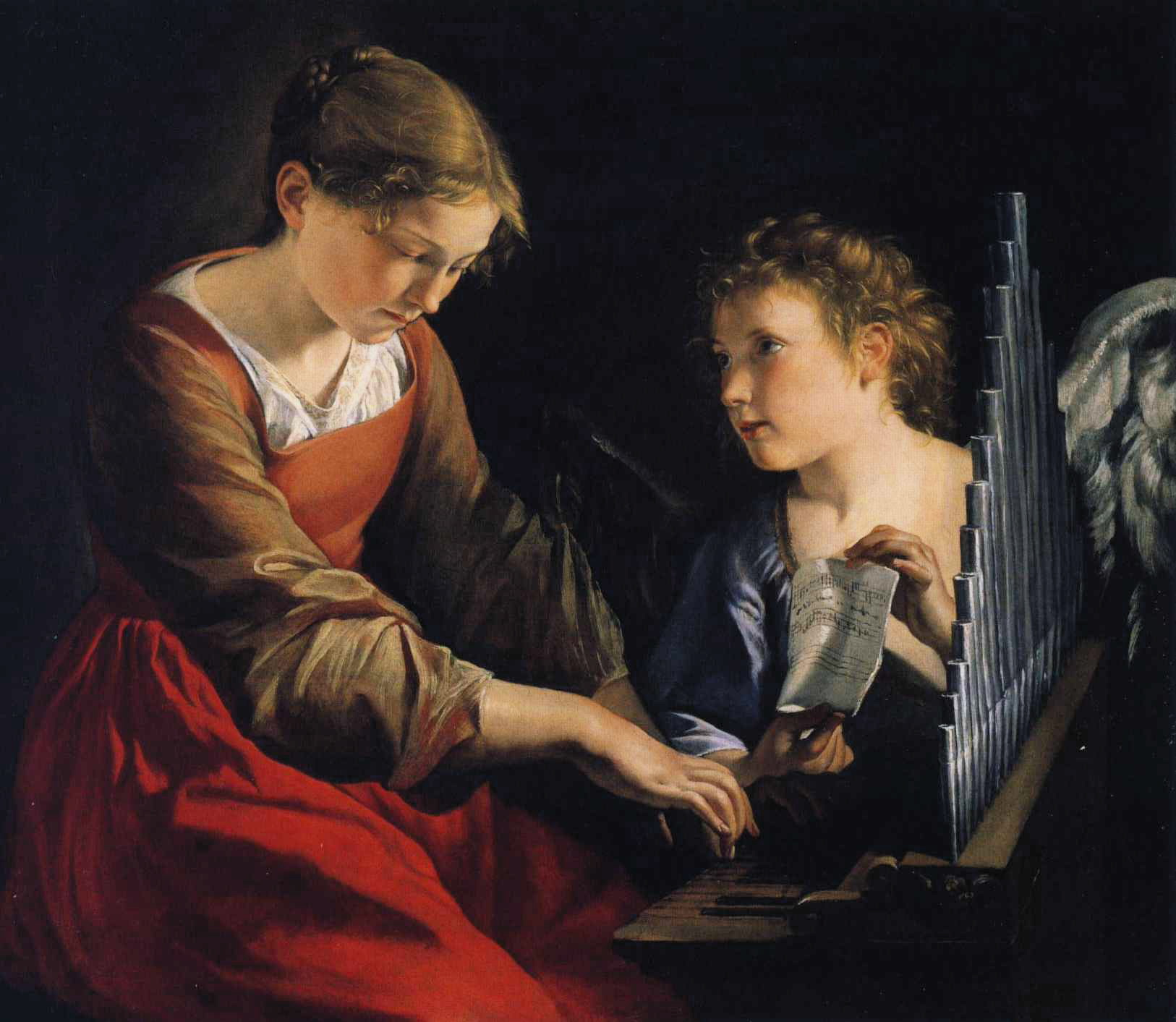
« Sainte-Cécile avec un ange » par Orazio Gentileschi vers 1620.

Il martirio di santa Cecilia (« Le martyre de sainte-Cécile ») est un oratorio, sous titré « tragédie sacrée » d'Alessandro Scarlatti, écrit pour quatre solistes (SAAT) et orchestre, sur un livret italien de Pietro Ottoboni et créé au Palazzo della Cancelleria, résidence du cardinal, durant le Carême de mars 1708, à Rome. Pour la même saison, particulièrement riche en spectacles musicaux — 22 oratorios en tout, dont La Colpa, Il Pentimento, la Grazia de Scarlatti — Haendel, vingt-trois ans, fait représenter son premier oratorio sacré La Resurrezione, couronnement des festivités, début avril, le dimanche de Pâques au Palazzo Bonelli. Le 22 novembre de la même année, à la sainte-Cécile (patronne des musiciens), Ottoboni fait rejouer l'œuvre de Scarlatti à l'Oratoire des Philippins (qui donne son nom au terme musical oratorio).
Bien que le livret ait été conservé, en 1985 encore toutes les encyclopédies tenaient la partition pour perdue depuis près de trois siècles et Lino Bianchi, musicologue spécialiste et éditeur de Scarlatti en déplorait la perte, tout comme en son temps, Edward Dent, biographe de Scarlatti. Ce n'est qu'à la fin des années 1980 que la bibliothèque de manuscrits de la fondation Martin Bodmer à Cologny, près de Genève, a publié son catalogue, où figure un descriptif de l'œuvre. En 1989, l'oratorio est créé à Genève, grâce à Hans Jörg Jans, un autre spécialiste du compositeur ; puis redonné en 2000 à Zurich, lors d'une exposition de la collection Bodmer, où le manuscrit autographe de Scarlatti est présenté au public ; la partition est publiée par le musicologue Karl Böhmer de Mayence, chez O+M Musikedition Mainz la même année. Gérard Lesne joue l'oratorio à Ambronay (14 octobre 2001) et Royaumont, concert retransmis par France Musique.
Cette présence dans la collection Bodmer est issue des circonstances de la succession Ottoboni qui, fortement endetté, oblige à la vente de ses biens en 1742. C'est Charles Jennens, riche propriétaire terrien anglais, collectionneur passionné et librettiste de cinq oratorios de Haendel (dont Saül, Messie, Belshazzar), qui acquiert la collection et l'emporte en Angleterre. En 1949, la partition est achetée par le bibliophile et collectionneur Martin Bodmer.
« Il martirio di santa Cecilia est l'un des oratorios les plus mûrs et des plus dramatiques du baroque romain. » Il est le couronnement de la série d'oratorios sombres composés avant son départ pour Naples : Sedecia (1705), Oratorio per la passionne du Nostro Signore Gesù Cristo (1706) et Cain overo Il primo omicido (1707), où pour chaque œuvre le point culminant est une scène sanglante. Pour le cas d’Il martirio di santa Cecilia, le jeune Haendel en a sûrement été impressionné, lorsqu'il assistait à la création de l’œuvre chez l'un de ses protecteurs romains, le cardinal Ottoboni. Le nombre important d'indications scéniques ambivalentes qui suggèrent une représentation figurent dans le livret et le saxon en reprend le principe à Londres.
En 1720, Scarlatti compose deux autres œuvres dédiées à sainte Cécile, parmi les plus importantes de son répertoire sacré : des Vêpres de sainte Cécile (une partition récemment redécouverte également) et la Messe de sainte Cécile, toutes deux destinées à la basilique sainte-Cécile de Trastevere.

## Effectifs
| Cecilia               | soprano |
| Nutrice               | alto    |
| Almachio, juge romain | alto    |
| Concigliere           | ténor   |

### Première partie
Almachio, à la fois juge et amant de Cecilia, la persécute en raison de sa foi et de son irrespect envers les dieux romains.
- Introduzione
- Aria (Almachio) · Recitativo (Almachio, Consigliere)
- Aria (Consigliere) · Recitativo (Nutrice)
- Aria (Nutrice) · Recitativo (Cecilia, Nutrice)
- Aria (Cecilia) · Recitativo (Nutrice, Cecilia)
- Aria (Cecilia) · Recitativo (Nutrice)
- Aria (Nutrice) · Aria (Nutrice) · Recitativo (Nutrice, Consigliere)
- Aria (Consigliere) · Recitativo (Nutrice, Consigliere)
- Duetto (Nutrice, Consigliere)
- [Sinfonia] · Recitativo (Almachio)
- Aria (Cecilia)  · Recitativo (Cecilia, Almachio)
- Aria (Almachio) · Recitativo (Cecilia)
- Aria (Cecilia) · Recitativo (Nutrice, Cecilia)
- Duetto (Cecilia, Nutrice)

### Seconde partie
- Aria (Almachio) · Recitativo (Almachio, Consigliere)
- Aria (Consigliere) · Recitativo (Almachio, Cecilia)
- Duetto (S. Cecilia, Almachio) · Recitativo (Almachio)
- Aria (Almachio) · Recitativo (Cecilia, Nutrice)
- Aria (Cecilia) · Recitativo (Nutrice)
- Aria (Nutrice) · Recitativo (Consigliere)
- Aria (Consigliere) · Recitativo (Consigliere, Cecilia, Nutrice)
- [Arioso, Aria] (Cecilia, Nutrice) · Recitativo (Cecilia, Nutrice)
- Aria (Almachio) · Recitativo (Almachio, Consigliere)
- Aria (Consigliere) · Recitativo (Nutrice, Almachio, Consigliere) · Recitativo (Almachio)
- Aria (Almachio) · Recitativo (Consigliere, Nutrice)
- Duetto (Nutrice, Consigliere) · Duetto (Nutrice, Consigliere)

## Enregistrement
- Il martirio di santa Cecilia - Nancy Argenta, Marinella Pennicchi, Bernhard Landauer, Marco Beasley ; I Barocchisti, dir. Diego Fasolis (4 juillet 2000, CPO 777258-2) (OCLC 873412707)

## Sources
- Karl Böhmer (trad. Sophie Liwszyc), « Il martirio di Santa Cecilia (Fasoli) », p. 17–20, CPO (777258-2), 2008 (OCLC 873412707) .
- (it) Carla Moreni, « Riscoperto dalla Sagra musicale umbra l'oratorio composto nel 1708 da Alessandro Scarlatti – Cecilia torna a cantare », L'Osservatore Romano,‎ 24 septembre 2009 (lire en ligne)